# Хайден, Эрик
Э́рик А́ртур Ха́йден (англ. Eric Arthur Heiden, родился 14 июня 1958, Мадисон, штат Висконсин, США) — американский конькобежец. 5-кратный чемпион зимних Олимпийских игр 1980 года, 3-кратный чемпион мира и серебряный призёр в классическом многоборье, 4-кратный чемпион мира в спринтерском многоборье, 8-кратный чемпион США, 15-кратный рекордсмен мира.

## Биография
Эрик Хайден родился в спортивной семье. Он начал кататься на коньках ещё в 2 года и без конца падал, плакал, что совсем не подобало будущему чемпиону. Первым увлечением юного Хайдена было фигурное катание, которым прозанимался всего 2 года, до 6 лет. Потом занялся хоккеем с шайбой, и также недолго им увлекался. Летом Хайден попробовал свои силы в американском футболе, и небезуспешно. Выступал он неоднократно и в традиционных забегах на одну милю. Однако все это не увлекало серьёзно. В конькобежный спорт в 1972 году его пригласила Дайан Холум, которая и стала его первым тренером на ближайшие семь лет, а также его сестры Бет.
В январе 1974 года Хайден участвовал в чемпионате страны по спринтерскому многоборью и занял 17-е место. На следующий год он стал 10-м на чемпионате мира среди юниоров. В декабре 1975-го по итогам олимпийского отбора Хайден был отобран в олимпийскую национальную команду. В январе на чемпионате мира среди юниоров он поднялся на 2-е место в многоборье, выиграв при этом дистанцию 1500 м. Через несколько дней Эрик переехал в знаменитый швейцарский курорт Давос, где в те дни собрался весь цвет конькобежного спорта. Там он пробежал дистанцию 10 000 м в третьим результатом и установил рекорд США.
В феврале на зимних Олимпийских играх в Инсбруке семнадцатилетний Эрик пережил одно из самых больших разочарований в жизни: на 5000 м он проиграл своему партнёру по забегу советскому скороходу Сергею Марчуку более ста метров и занял в итоговой таблице лишь 19-е место. На 1500 м не сумел пробиться в шестёрку сильнейших и был 7-м. Неделю после этого он не мог прийти в себя, но его тренер вернула ему веру в собственные силы. Через две недели на дебютном чемпионате мира в классическом многоборье занял высокое 5-е место.
В январе 1977 года вышел победителем чемпионата США среди спринтеров, причем выиграл три дистанции. Хайден дважды улучшал мировые достижения для равнинных катков на 1000 м — 1.18,81 и 1.18,57 сек. В феврале на чемпионате мира в классическом многоборье Эрик финишировал с золотой медалью в абсолютном зачёте, следом выиграл чемпионате мира среди юниоров в многоборье. А в марте завоевал золото на чемпионате мира в спринтерском многоборье.
В 1978 году он выиграл всё что можно. Сначала стал чемпионом США в спринтерском и классическом многоборье, следом во-второй раз выиграл чемпионат мира среди юниоров. В феврале одержал победы на чемпионате мира в спринтерском многоборье в Лейк-Плэсиде и на чемпионате мира в классическом многоборье. Конец сезона Хайден провел на катках немецкого Инцеля и норвежского Савалена, где он установил два мировых рекорда — на 1000 и 3000 м.
Перед Олимпийскими играми оставался лишь один сезон, и Хайден начал готовиться ещё более тщательно. Тренировки были напряженными, но они не утомляли психику спортсмена. 7 января 1979 года в Уэст-Аллисе на первенстве страны по спринту он установил три мировых достижения для равнинных катков: на 500 м, 1000 м и в сумме спринтерского многоборья. В феврале он вновь завоевал золотые медали на чемпионате мира в спринте и на чемпионате мира в классическом многоборье в Осло. Убедительной была победа Хайдена и в первом экспериментальном Кубке мира, в котором он победил на трёх этапах.
В декабре 1979 года он выиграл все дистанции на чемпионате США, кроме забеге на 10 000 м, а в начале февраля одержал свою четвёртую победу на чемпионате мира в спринтерском многоборье в Уэст-Аллисе. На зимних Олимпийских играх в Лейк-Плэсиде Эрик стал 5-кратным олимпийским чемпионом на всех пяти дистанциях 500, 1000, 1500, 5000 и 10 000 м и стал единственным в истории конькобежцем, выигравший все пять дистанций на одних Олимпийских играх. Все олимпийские победы одержал с новыми олимпийскими рекордами, результат на 10 000 м стал также мировым рекордом. 
Карьеру конькобежца он завершил после чемпионатеа мира в классическом многоборье, где фортуна отвернулась от него. Во время забегов на 1500 и 10 000 м в парах, в которых бежал Хайден, вдруг неожиданно резко ухудшилась погода, и он уступил совсем немного голландцу Ван дер Дёйму. Он решил покинуть ледяную дорожку, чтобы закончить Висконсинский университет. Потом немного поиграл в хоккей и профессионально занялся велоспортом. Чемпион США 1985 года по велоспорту среди профессионалов, участник «Джиро д’Италия» 1985 и «Тур де Франс» 1986 года.
Летом 1980 года Эрик Хайден стал членом олимпийской сборной США, но политический бойкот летней Олимпиады-80 не позволил ему принять участие в играх в Москве.

## Награды
- 1980 год - получил приз Джеймса Салливана как лучший спортсмен-любитель в США.[7]
- 1983 год - включён в олимпийский Зал славы США.[8]
- 1989 год - включен в Национальный зал славы конькобежного спорта США.
- 1990 год - включён в спортивный Зал славы Висконсина.[1]

## Медицинская карьера
В 2002, 2006 и 2014 году Эрик Хайден работал спортивным врачом и консультантом олимпийской сборной США на олимпийских играх. В 2006 году доктор Хайден и его жена, доктор Карен Хайден, переехали в Парк-Сити штат Юта и работали в “Специализированной ортопедической больнице (TOSH)”, в 2008 году открыли собственные ортопедические клиники в Парк-Сити и Солт-Лейк-Сити.

## Семья и личная жизнь
Отец Эрика — Джек Хайден работал хирургом-ортопедом, долгое время был одним из сильнейших фехтовальщиков штата, был капитаном команды сборной штата. Увлекался велосипедными гонкам и входил в число сильнейших велогонщиков штата. Мать — Нэнси Хайден была домохозяйкой и одной из сильнейших теннисисток штата.. Младшая сестра Эрика Бет Хайден (род. 1959) также занималась конькобежным и велоспортом, выиграла бронзу на дистанции 3000 м на триумфальной для Эрика Олимпиаде в Лейк-Плэсиде, а также становилась чемпионкой мира как в конькобежном, так и велоспорте. Сам Эрик учился в средней школе Мэдисон-Уэст и окончил её в 1976 году. После завершения карьеры был телевизионным аналитиком по конькобежному спорту на четырёх зимних Олимпийских играх с 1984 по 1994 год. Он окончил Стэнфордский университет в 1984 году, получив степень бакалавра, а затем окончил медицинскую школу в 1991 году, получив медицинскую степень и пошёл по стопам своего отца, стал хирургом-ортопедом.

## Рекорды мира
| Дистанция               | Результат | Дата                | Место               |
| ----------------------- | --------- | ------------------- | ------------------- |
| 1500 м юниоры           | 2.02,75   | Январь 18, 1976     | Мадонна-ди-Кампильо |
| 5000 м юниоры           | 7.30,23   | Февраль 20, 1977    | Инцель              |
| 1500 м юниоры           | 1.59,46   | Февраль 20, 1977    | Инцель              |
| Сумма юниоры            | 168.716   | Февраль 19-20, 1977 | Инцель              |
| 3000 м юниоры           | 4.16,2    | Февраль 4, 1977     | Монреаль            |
| Многоборье юниоры       | 166.584   | Февраль 4-5, 1977   | Монреаль            |
| 5000 м юниоры           | 7.23,54   | Февраль 5, 1978     | Монреаль            |
| 3000 м                  | 4.07,01   | Март 2, 1978        | Инцель              |
| 1000 м                  | 1.14,99   | Март 12, 1978       | Савален             |
| Многоборье              | 162.973   | Февраль 11, 1979    | Осло                |
| 1000 м                  | 1.14,99   | Февраль 17, 1979    | Инцель              |
| 3000 м                  | 4.06,91   | Март 18, 1979       | Савален             |
| 1000 м                  | 1.13,60   | Январь 13, 1980     | Давос               |
| Спринтерское многоборье | 150.250   | Январь 13, 1980     | Давос               |
| 1500 м                  | 1.54,79   | Январь 19, 1980     | Давос               |
| 10000 м                 | 14.28,13  | Февраль 23, 1980    | Лейк-Плэсид         |